# Sarangarh-Bilaigarh
Sarangarh-Bilaigarh ist ein Distrikt im indischen Bundesstaat Chhattisgarh.

## Geschichte
Der Distrikt wurde im August 2021 aus Teilen der Distrikte Raigarh (Tehsils Baramkela und Sarangarh) und Balodabazar-Bhatapara (Tehsil Bilaigarh; 2011 noch Teil des Distrikts Raipur) geschaffen. Die drei Gebiete mit den Subdistrikten Baramkela (621 km² mit 151.399 Einwohnern), Bilaigarh (700 km² mit 226.432 Einwohnern) und Sarangarh (884 km² mit 229.603 Einwohnern) spalteten sich ab und wurden Teil des neuen Distrikts Sarangarh-Bilaigarh.

## Geografie
Der Distrikt Sarangarh-Bilaigarh liegt im Osten von Chhattisgarh an der Grenze zum indischen Bundesstaat Odisha. Der Distrikt grenzt im Norden an die Distrikte Janjgir-Champa, Sakti und Raigarh, im Osten an den indischen Bundesstaat Odisha, im Süden an den Distrikt Mahasamund sowie im Westen an den Distrikt Balodabazar-Bhatapara. Die Fläche des Distrikts Sarangarh-Bilaigarh beträgt 2204,8 km².

## Bevölkerung
Nach der Volkszählung 2011 hat der Distrikt Sarangarh-Bilaigarh 607.434 Einwohner. Bei 276 Einwohnern pro Quadratkilometer ist der Distrikt sehr dicht besiedelt. Der Distrikt ist dennoch ländlich geprägt. Von den 607.434 Bewohnern wohnen 564.038 Personen (92,86 %) auf dem Land und 43.396 Menschen in städtischen Gemeinden.
Der Distrikt Sarangarh-Bilaigarh gehört zu den Gebieten Indiens, die stark von Angehörigen der „Stammesbevölkerung“ (scheduled tribes) besiedelt sind. Zu ihnen gehörten (2011) 50.801 Personen (8,36 Prozent der Distriktsbevölkerung). Es gibt zudem 40.119 Dalits (scheduled castes) (6,60 Prozent der Distriktsbevölkerung) im Distrikt.

### Bevölkerungsentwicklung
Wie überall in Indien wächst die Einwohnerzahl im Distrikt Sarangarh-Bilaigarh seit Jahrzehnten stark an. Eine Ausscheidung des heutigen Gebiets ist allerdings erst seit der Volkszählung 1991 möglich. Vorher gab es keine(n) Distrikt(e), der/die dem heutigen Gebiet entsprechen. Die Zunahme betrug in den Jahren 2001–2011 mehr als 22 Prozent (22,67 %). In diesen zehn Jahren nahm die Bevölkerung um mehr als 112.000 Menschen zu. Die Entwicklung verdeutlicht folgende Tabelle:

### Bedeutende Orte
Im Distrikt gibt es insgesamt laut der Volkszählung 2011 fünf Orte, die als Städte (towns und notified towns) gelten. Darunter sind mit Bhatgaon und Sarangarh allerdings nur zwei Orte, die mehr als 10.000 Einwohner zählen.

### Bevölkerung des Distrikts nach Geschlecht
Der Distrikt hatte 2011 – für Indien unüblich – mehr weibliche als männliche Einwohner. Allerdings war das Verhältnis beider Geschlechter viel ausgeglichener als in anderen Regionen Indiens. Von der gesamten Einwohnerschaft von 607.434 Personen waren 302.986 männlichen und 304.448 (50,12 Prozent der Bevölkerung) weiblichen Geschlechts. Bei den jüngsten Bewohnern (75.834 Personen unter 7 Jahren) sind allerdings 38.828 Personen (51,20 %) männlichen und 37.006 Personen (48,80 %) weiblichen Geschlechts.

### Bevölkerung des Distrikts nach Sprachen
Die Bevölkerung des Distrikts ist sprachlich ziemlich einheitlich. Denn es sprechen 558.149 Personen (91,89 % der Bevölkerung) Hindi-Sprachen und Dialekte. Meistgesprochene Sprache ist Chhattisgarhi, eine Hindi-Sprache. Khari Boli/Hindi und die ebenso indoarische Sprache Odia sowie die drawidische Sprache Kurukh/Oraon sind Minderheitssprachen im Distrikt.
Chhattisgarhi dominiert in allen drei Subdistrikten mit hohen Bevölkerungsanteilen zwischen 68,18 % im Subdistrikt Baramkela und 98,13 % im Subdistrikt Bilaigarh. Im Subdistrikt Baramkela hat Odia mit einem Bevölkerungsanteil von 29,96 % seine Hochburg. Sonst gibt es nur kleinere Minderheitssprachen in den Subdistrikten. Die weitverbreitetsten Sprachen zeigt die folgende Tabelle:
| Jahr                                   | Chhattisgarhi | Chhattisgarhi | Hindi  | Hindi | Kurukh/Oraon | Kurukh/Oraon | Odia   | Odia | Total   | Total    |
| Jahr                                   | Zahl          | %             | Zahl   | %     | Zahl         | %            | Zahl   | %    | Zahl    | %        |
| -------------------------------------- | ------------- | ------------- | ------ | ----- | ------------ | ------------ | ------ | ---- | ------- | -------- |
| 2011                                   | 546.630       | 89,99         | 10.881 | 1,79  | 1474         | 0,24         | 46.720 | 7,69 | 607.434 | 100,00 % |
| Quelle: Ergebnis der Volkszählung 2011 |               |               |        |       |              |              |        |      |         |          |

### Bevölkerung des Distrikts nach Bekenntnissen
Fast die gesamte Einwohnerschaft des Distrikts sind Hindus. Es gibt nur kleine religiöse Minderheiten, die in keinem Subdistrikt die Marke von 1 % oder mehr übertreffen. Die genaue religiöse Zusammensetzung der Bevölkerung zeigt folgende Tabelle:
| Jahr                                   | Buddhisten | Buddhisten | Christen | Christen | Hindus  | Hindus | Jainas | Jainas | Muslime | Muslime | Sikhs | Sikhs | Andere | Andere | keine Angaben | keine Angaben | Total   | Total    |
| Jahr                                   | Zahl       | %          | Zahl     | %        | Zahl    | %      | Zahl   | %      | Zahl    | %       | Zahl  | %     | Zahl   | %      | Zahl          | %             | Zahl    | %        |
| -------------------------------------- | ---------- | ---------- | -------- | -------- | ------- | ------ | ------ | ------ | ------- | ------- | ----- | ----- | ------ | ------ | ------------- | ------------- | ------- | -------- |
| 2011                                   | 365        | 0,06       | 763      | 0,13     | 603.297 | 99,32  | 14     | 0,00   | 2610    | 0,43    | 104   | 0,02  | 5      | 0,00   | 276           | 0,05          | 607.434 | 100,00 % |
| Quelle: Ergebnis der Volkszählung 2011 |            |            |          |          |         |        |        |        |         |         |       |       |        |        |               |               |         |          |

## Bildung
Dank bedeutender Anstrengungen steigt die Alphabetisierung. Die Alphabetisierung der männlichen Landbevölkerung erreicht relativ hohe Werte. Typisch für indische Verhältnisse sind die starken Unterschiede zwischen den Geschlechtern sowie Stadt und Land.
| Alphabetisierung im Distrikt Sarangarh-Bilaigarh                             |                   |                   |
| Einheit                                                                      | Volkszählung 2011 | Volkszählung 2011 |
| Einheit                                                                      | Anzahl            | Anteil            |
| GESAMT                                                                       | 377.472           | 71,01 %           |
| Männer                                                                       | 217.519           | 82,34 %           |
| Frauen                                                                       | 159.953           | 59,81 %           |
| STADT GESAMT                                                                 | 31.199            | 81,26 %           |
| Stadt-Männer                                                                 | 17.206            | 90,44 %           |
| Stadt-Frauen                                                                 | 13.993            | 72,25 %           |
| LAND GESAMT                                                                  | 346.273           | 70,21 %           |
| Land-Männer                                                                  | 200.313           | 81,72 %           |
| Land-Frauen                                                                  | 145.960           | 58,84 %           |
| Quelle: Ergebnis der Volkszählung 2011, District Census Handbook, Tabelle 20 |                   |                   |

## Verwaltungsgliederung
Der Distrikt war bei der letzten Volkszählung 2011 in die drei Tehsils (Talukas) Baramkela, Bilaigarh und Sarangarh aufgeteilt. Baramkela und Sarangarh gehörten damals zum Distrikt Raigarh und Bilaigarh gehörte noch zum Distrikt Raipur in der Division Bilaspur.